# Венсеслау-Брас (Парана)
Венсеслау-Брас (порт. Wenceslau Braz) — город и муниципалитет в Бразилии, входящий в штат Парана.
Муниципалитет ходит в экономико-статистический микрорегион Венсеслау-Брас и является составной частью мезорегиона Север Пиунейру-Паранаэнси. Население составляет 20 067 человек на 2006 год. Занимает площадь 397,917 км². Плотность населения — 50,4 чел./км².
Праздник города — 26 ноября.

## История
Город основан в 1935 году и назван в честь президента Бразилии Венсеслау Браса.

## Статистика
- Валовой внутренний продукт на 2003 год составляет 97 211 778,00 реалов (данные: Бразильский институт географии и статистики).
- Валовой внутренний продукт на душу населения на 2003 год составляет 4901,27 реалов (данные: Бразильский институт географии и статистики).
- Индекс развития человеческого потенциала на 2000 год составляет 0,727 (данные: Программа развития ООН).

## География
Климат местности: субтропический. В соответствии с классификацией Кёппена, климат относится к категории Cfa.